# Зелёная Роща (Омская область)
Зелёная Роща — деревня в Омском районе Омской области России, в составе Богословского сельского поселения. Население 25 чел. (2013) .

## История
Основана в 1923 г. В 1928 г. выселок Зелёная Роща состоял из 19 хозяйств, основное население — русские. В составе Аксаковского сельсовета Корниловского района Омского округа Сибирского края.
В соответствии с Законом Омской области от 30 июля 2004 года № 548-ОЗ «О границах и статусе муниципальных образований Омской области» посёлок вошёл в состав образованного муниципального образования «Богословское сельское поселение».

## Население
| 2006 | 2010 | 2013 |
| ---- | ---- | ---- |
| 34   | ↘23  | ↗25  |

Гендерный состав
По данным Всероссийской переписи населения 2010 года в гендерной структуре населения из 23 человек мужчин — 12, женщин — 11	(52,2 и 47,8 % соответственно)
Национальный состав
Согласно результатам переписи 2002 года, в национальной структуре населения русские составляли 88 % от общей численности населения в 26 чел..

## Инфраструктура
Личное подсобное хозяйство.

## Транспорт
Просёлочные дороги.